# Dailane Reis
Dailane Gomes Dos Reis (ur. 30 stycznia 1990) – brazylijska zapaśniczka. Zajęła piętnaste miejsce na mistrzostwach świata w 2017. Druga na mistrzostwach panamerykańskich w 2017. Brązowa medalistka igrzysk Ameryki Południowej w 2010 i 2018. Mistrzyni Ameryki Południowej w 2017, a druga w 2009, 2011, 2013, 2015 i 2019. Piąta na igrzyskach wojskowych w 2019. Trzecia na wojskowych MŚ w 2014, 2016 i 2018 roku.